# Aptenodytes
Aptenodytes és un dels 6 gèneres de pingüins australs que formen la família dels esfeníscids (Spheniscidae) i l'ordre dels esfenisciformes (Sphenisciformes). Les dues espècies que formen el gènere són les més grosses de la família. Una característica distintiva d'aquest gènere és el fet que no construeixen nius. Ponen un únic ou, piriforme i blanc, que descansa sobre els peus, cobert per un plec de pell emplomallat de l'abdomen.

## Taxonomia
- Pingüí emperador (A. forsteri)
- Pingüí reial (A. patagonicus)

Es coneix a més una espècie fòssil, el pingüí de Ridgen (A. ridgeni) que va viure al Pliocè.